# سادماهیان
سادماهیان (نام علمی: Caproidae) نام یک تیره از راسته طلاکوب‌ماهی‌سانان است.